# Yassine Meriah
Yassine Meriah là một cầu thủ bóng đá người Tunisia thi đấu cho Olympiacos ở vị trí tiền vệ.

## Sự nghiệp câu lạc bộ
Mariah bắt đầu ở AS Ariana, đội bóng thi đấu tại Tunisian Ligue Professionnelle 2. Ở mùa giải 2013–14, anh được chuyển đến ES Métlaoui khi 20 tuổi. Sau khi trải qua 2 mùa giải với đội bóng, anh được mời vào đội tuyển Olympic Tunisia. Anh thu hút sự chú ý của CS Sfaxien, một trong những đội bóng quan trọng ở Giải bóng đá hạng nhất quốc gia Tunisia mong muốn ký hợp đồng, đầu mùa giải 2014-15. Kể từ mùa giải đầu tiên với CS Sfaxien, Yassin Meriah là cầu thủ quan trọng trong đội hình và thi đấu ở nhiều vị trí phòng ngự.

## Sự nghiệp quốc tế
Thành công với đội bóng giúp anh có mặt trong đội tuyển quốc gia Tunisia lần đầu tiên bởi huấn luyện viên Georges Leekens vào ngày 13 tháng 6 năm 2015 trước Maroc ở Vòng loại Giải vô địch bóng đá châu Phi 2016.
Anh ghi bàn đầu tiên trước CHDC Congo ở Vòng loại giải vô địch bóng đá thế giới 2018.

### Bàn thắng quốc tế
Bàn thắng và kết quả của Tunisia được để trước.
| #  | Ngày                 | Địa điểm                                | Đối thủ    | Tỉ số | Kết quả | Giải đấu                 |
| -- | -------------------- | --------------------------------------- | ---------- | ----- | ------- | ------------------------ |
| 1. | 1 tháng 9 năm 2017   | Sân vận động 7 tháng 11, Radès, Tunisia | CHDC Congo | 1–0   | 2–1     | Vòng loại World Cup 2018 |
| 2. | 13 tháng 10 năm 2018 | Sân vận động 7 tháng 11, Radès, Tunisia | Niger      | 1–0   | 1–0     | Vòng loại CAN 2019       |
| 3. | 22 tháng 3 năm 2019  | Sân vận động 7 tháng 11, Radès, Tunisia | Eswatini   | 4–0   | 4–0     | Vòng loại CAN 2019       |

Vào tháng 5 năm 2018 anh có tên trong đội hình sơ loại 29 người của Tunisia tham dự Giải vô địch bóng đá thế giới 2018 ở Nga.